# Mouriri sellowiana
Mouriri sellowiana är en tvåhjärtbladig växtart som först beskrevs av Otto Karl Berg, och fick sitt nu gällande namn av Karl Ewald Maximilian Burret. Mouriri sellowiana ingår i släktet Mouriri och familjen Melastomataceae. Inga underarter finns listade i Catalogue of Life.